# Remigius Bäumer
Remigius Bäumer (* 11. Dezember 1918 in Gevelsberg; † 26. Dezember 1998 in Kirchzarten) war ein deutscher katholischer Theologe.

## Leben
Nach seiner Schulzeit in Gevelsberg studierte Bäumer ab 1937 katholische Theologie in Paderborn. 1940 wurde er zur Wehrmacht einberufen, 1941 verwundet und aus dem Wehrdienst entlassen, so dass er 1943 sein Studium in Bonn und ab 1946 in Paderborn (Bad Driburg) fortsetzen konnte. Am 8. August 1948 empfing er in Paderborn die Priesterweihe. 
Nach einigen Jahren Seelsorgetätigkeit wurde er bei Hubert Jedin 1955 in Bonn zum Doktor der Theologie promoviert mit der Dissertation Die Lehrtätigkeit des Papstes nach Albert Pigge † 1542. Ein Beitrag zur Geschichte des Papalismus im 16. Jahrhundert. Ab 1956 war er Vizerektor am Priesterkolleg Campo Santo Teutonico in Rom und seit 1957 Hauptschriftleiter des Lexikons für Theologie und Kirche.
1967 habilitierte er sich mit der Arbeit „Nachwirkungen des konziliaren Gedankens in der Theologie und Kanonistik des frühen 16. Jahrhunderts“. Ab 1968 war er ordentlicher Professor für Kirchengeschichte an der theologischen Fakultät in Paderborn. Seit 1974 war er Professor für mittlere und neuere Kirchengeschichte und Landesgeschichte an der theologischen  Fakultät der Universität Freiburg i. Br. bis zu seiner Emeritierung 1987. 1972 wurde Bäumer zum ordentlichen Mitglied der Historischen Kommission für Westfalen gewählt, 1977 wurde die Mitgliedschaft in eine korrespondierende umgewandelt. Bäumer war auch nach seiner Emeritierung wissenschaftlich aktiv und übernahm 1989 das Gründungsrektorat der Gustav-Siewerth-Akademie in Weilheim-Bierbronnen.

## Werk
Schwerpunkt seiner wissenschaftlichen Publikationen waren die Papst-, Reformations- und Konziliengeschichte.